# Greve Strand
Greve Strand is een plaats in de Deense regio Seeland, gemeente Greve, en telt 40.626 inwoners (2007), inclusief de aangrenzende strandplaatsen Mosede en Karlslunde Strand.